# Bateria activada per aigua
Una bateria activada per aigua és una bateria de reserva d'un sol ús que no conté un electròlit i, per tant, no produeix voltatge fins que no es submergeix en aigua durant uns minuts.

## Descripció

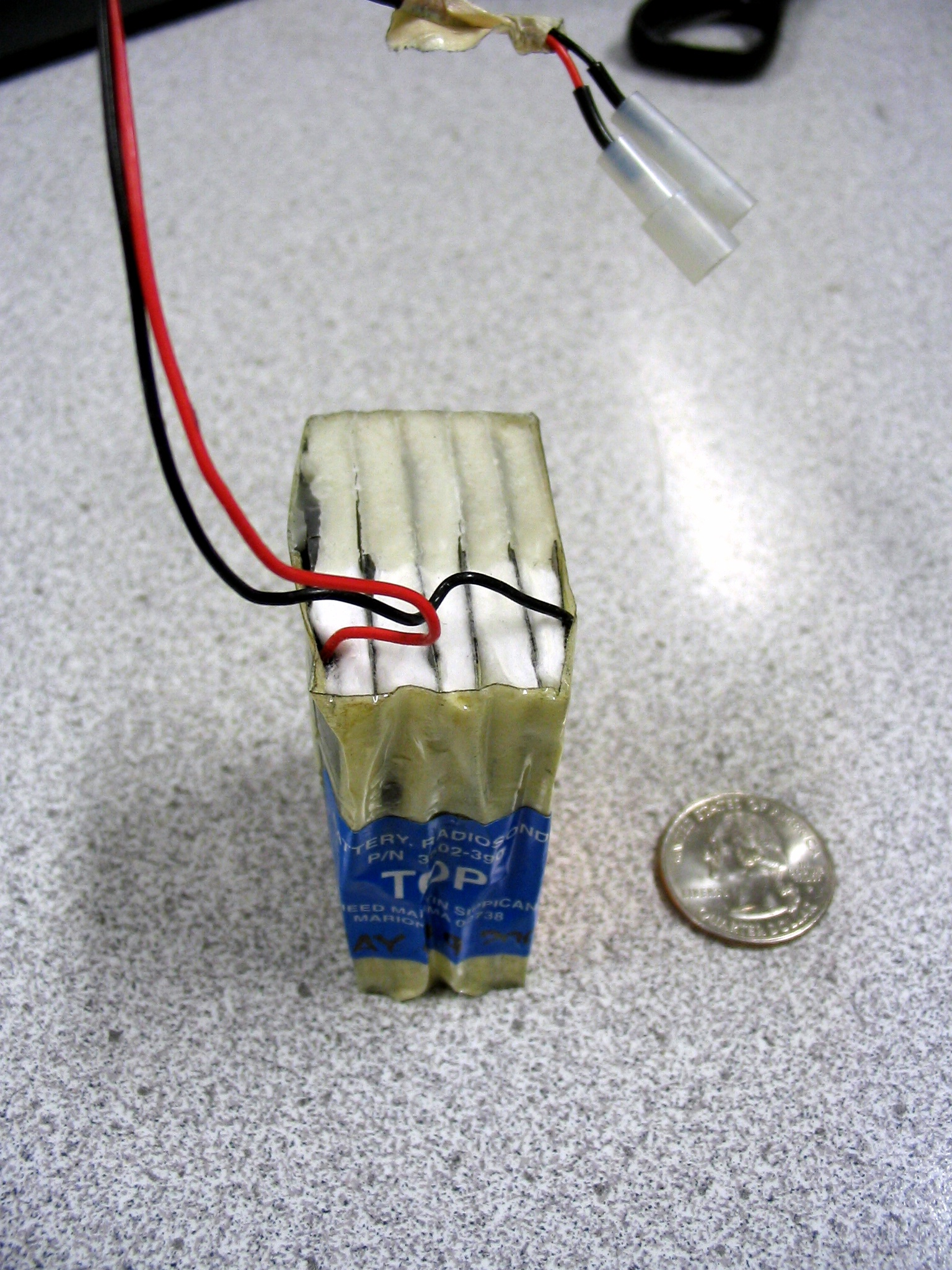
Vista lateral de la bateria de radiosonda activada per aigua

Normalment, es pot utilitzar una gran varietat de solucions aquoses en lloc d'aigua normal. Aquest tipus de bateria està dissenyada específicament per contaminar menys (vegeu les afirmacions sobre el medi ambient) a causa del menor ús o l'absència de metalls pesants. S'han utilitzat bateries activades per aigua en radiosondes, que no haurien de contenir metalls pesants, ja que cauen regularment a terra o a la superfície de l'oceà i hi romanen indefinidament.

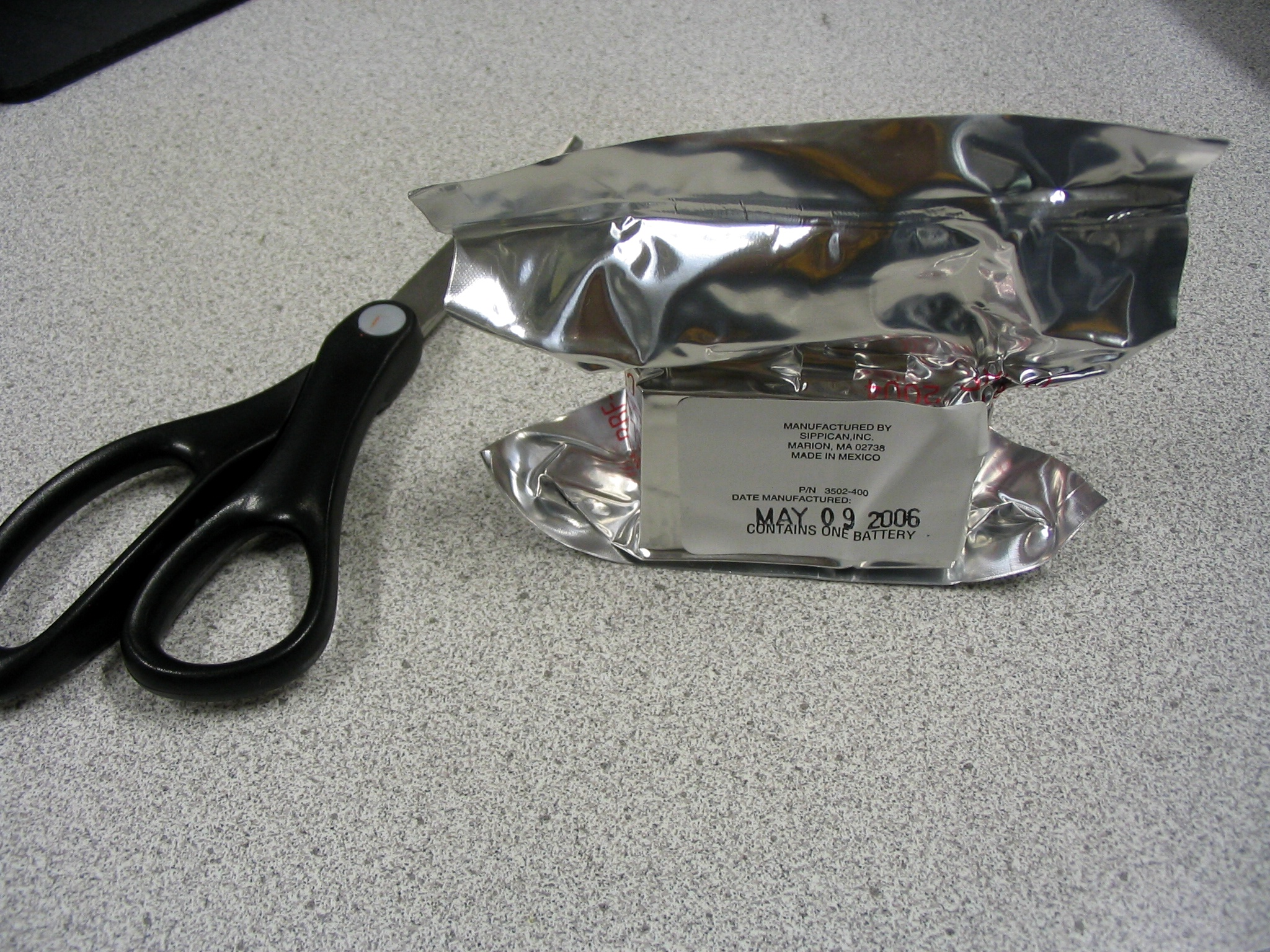
Bateria de radiosonda encara en embolcall protector

També s'estan desenvolupant kits que utilitzen cèl·lules de coure-magnesi activades per aigua o per la mateixa mostra líquida. Una altra bateria activada per aigua havia estat inventada per Susumu Suzuki, de Total System Conductor. Els ànodes d'alumini s'utilitzen en moltes bateries activades per aigua dissenyades per al seu ús amb aigua salada, com ara l'aigua de mar. L'HydroPak utilitza cartutxos de combustible d'un sol ús activats per aigua com a alternativa a les bateries de plom-àcid i els generadors portàtils. Utilitza aigua afegida a borohidrur de sodi que allibera combustible d'hidrogen per a una pila de combustible de membrana d'intercanvi de protons. Es pot recarregar simplement substituint el cartutx de combustible en lloc de la llarga recàrrega que requereixen altres bateries, però els cartutxos costen 20 dòlars cadascun.

## Carbó activat
El carbó activat (CA) s'ha utilitzat per produir bateries activades per aigua. El CA té una gran superfície i capacitat d'adsorció, cosa que permet produir-lo a partir de gairebé tots els precursors rics en carboni i econòmics (com la fusta) mitjançant activació física o química. La seva abundància i baix cost l'han convertit en un mecanisme popular per a molts usos i en un recurs energètic sostenible prometedor.
La pols de corrent altern pot servir com a ànode d'una bateria activada per aigua. La pols de corrent altern es carrega al compartiment ànode d'una bateria, que està separat del càtode per una membrana d'intercanvi de protons. Quan s'injecta aigua al compartiment de l'ànode, es genera una energia elèctrica significativa. Això es pot utilitzar per crear una bateria de paper activada per aigua, que utilitza pols de corrent altern per generar electricitat.